# Lafia

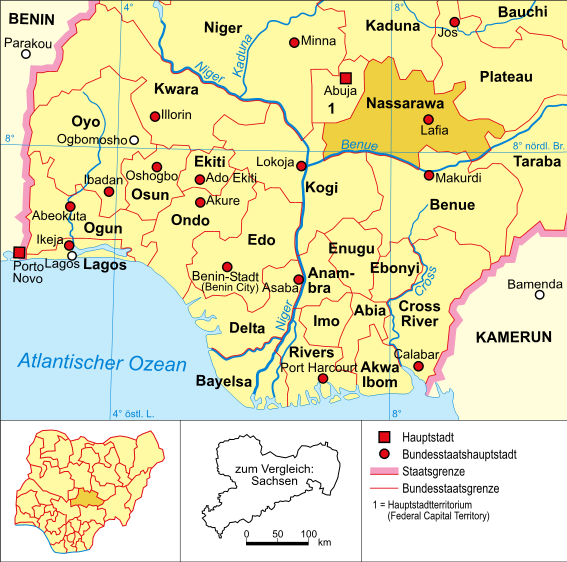
Lage Lafias in Zentralnigeria

Lafia ist die Hauptstadt des nigerianischen Bundesstaates Nassarawa und liegt in Zentralnigeria. Einer Schätzung von 2007 zufolge hat sie 134.185 Einwohner.
Lafia, früher Lafia-Bere-Bere genannt, war im 19. Jahrhundert Zentrum eines Stadtstaats, der zu den Hausastaaten gehörte. Es wurde 1882 von deutschen Afrikaforscher Robert Flegel besucht und hatte damals ungefähr 15.000 Einwohner. Unter Mohamman Agwe, der von 1881 bis 1903 regierte, entwickelte sich der Markt von Lafia zu einem der wichtigsten im Benuetal mit einer Handelsroute zum 90 km südwestlich liegenden Ort Loko. Heute ist Lafia durch eine Schmalspurbahn mit Port Harcourt verbunden. Die Stadt hat einen Fußballclub, den Nasarawa United in der ersten Bundesliga.
Lafia und seine Umgebung bilden eine der 13 Local Government Areas (LGA) des Bundesstaates Nassarawa mit einer Fläche von 2756,44 km². Bei der vorletzten Volkszählung 1991 hatte die LGA 240.656 Einwohner und damit eine Bevölkerungsdichte von 87 Einwohnern je km². In der Stadt selbst wurden 79.387 Einwohner gezählt.